# Демографска историја Баната
| Година     | Становника |
| ---------- | ---------- |
| 1717.      | 85.166     |
| 1743.      | 125.000    |
| 1753.      | 210.992    |
| 1770.      | 450.000    |
| 1771-1772. | 317.928    |
| 1774.      | 375.740    |
| 1797.      | 667.912    |
| 1900.      | 1.431.329  |
| 1910.      | 1.582.133  |

Демографска историја Баната

## Историјски Банат

### Подаци из 1584. године
Према подацима из 1584. године, делови Баната источно од Лугоша и Карансебеша били су настањени Румунима, делови западно од Темишвара Србима, док су делови између Темишвара, Лугоша и Карансебеша били прелазни, српско-румунски.

### Подаци из 1743/1753. године
Средином 18. века, Банат се етнички делио на два дела: планински са румунским и равни са српским становништвом. Према таблицама банатских насеља, изведених по етничком принципу, из 1743. и 1753. године, крајњи источни окрузи Баната (Лугошки, Карансебешки, Оршавски) били су чисто румунски, крајњи западни (Бечкеречки, Панчевачки, Кикиндски) чисто српски, док су централни окрузи (Вршачки, Липовски, Новопаланачки, Темишварски, Чаковски, Чанадски) имали мешовито српско-румунско становништво.

### Подаци из 1771—1772. године
По непотпуним подацима из 1771—1772. године (пописано је 520 од 635 постојећих насеља), становништво Баната бројало је 317.928 становника, од чега:
- Румуни = 181.639
- Срби = 78.780
- Немци, Французи, Италијани = 43.201
- Бугари = 8.683
- Цигани = 5.272
- Јевреји = 353

### Подаци из 1774. године
По подацима из 1774. године, становништво Баната бројало је 375.740 становника, од чега:
- Румуни = 220.000 (58,55%)
- Срби и Грци (Цинцари) = 100.000 (26,61%)
- Немци = 53.000 (14,11%)
- Мађари и Бугари = 2.400 (0,64%)
- Јевреји = 340 (0,09%)

### Подаци из 1900. године
По подацима из 1900. године, становништво Баната бројало је 1.431.329 становника, од чега:
- 578.789 Румуна
- 362.487 Немаца
- 251.938 Срба
- 170.124 Мађара

### Подаци из 1910. године
По подацима из 1910. године, становништво Баната (жупаније Торонтал, Тамиш и Караш-Северин) бројало је 1.582.133 становника, од чега:
- 592.049 (37,42%) Румуна
- 387.545 (24,50%) Немаца
- 284.329 (17,97%) Срба
- 242.152 (15,31%) Мађара

## Српски део Баната

### Подаци из 1910. године
Према попису из 1910. године, територија данашњег српског дела Баната имала је 566.400 становника, од чега:
- 229.568 (40,53%) Срби
- 125.374 (22,14%) Немци
- 108.662 (19,18%) Мађари
- 73.303 (12,94%) Румуни
- 16.223 (2,86%) Словаци
- 3.685 (0,65%) Хрвати

### Подаци из 1921. године
Према попису из 1921. године, територија српског дела Баната имала је 561.958 становника, од чега:
- 240.213 (42,75%) Срби и Хрвати
- 126.530 (22,52%) Немци
- 98.471 (17,52%) Мађари
- 67.897 (12,08%) Румуни.

Од 169 насеља у српском Банату, 61 је по језику било већински јужнословенско, 29 немачко, 27 мађарско, 24 румунско, 3 словачко-чешко, а 25 су имала мешовито становништво.
По вери, становништво српског Баната је 1921. године укључивало:
- 306.414 (54,53%) Православних
- 209.370 (37,26%) Католика
- 39.226 (6,98%) Протестаната
- 6.948 (1,24%) осталих

Према другом извору, територија српског дела Баната имала је 1921. године 559.096 становника, од чега:
- 235.148 (42,06%) Срби
- 126.519 (22,63%) Немци
- 98.463 (17,61%) Мађари
- 66.433 (11,88%) Румуни
- 17.595 (3,16%) Словаци
- 3.588 (0,64%) Хрвати

### Подаци из 1931. године
Године 1931., становништво српског дела Баната бројало је 585.579 становника, од чега:
- 261.123 (44,59%) Срби
- 120.541 (20,58%) Немци
- 95.867 (16,37%) Мађари
- 62.365 (10,65%) Румуни
- 17.900 (3,06%) Словаци
- 12.546 (2,14%) Хрвати

### Подаци из 1948. године
Године 1948., становништво српског дела Баната бројало је 601.626 становника, од чега:
- 358.067 (59,62%) Срби
- 110.446 (18,35%) Мађари
- 55.678 (9,25%) Румуни
- 20.685 (3,44%) Словаци
- 17.522 (2,91%) Немци
- 8.727 (1,45%) Хрвати

### Подаци из 1953. године
Године 1953., становништво српског дела Баната бројало је 617.163 становника, од чега:
- 374.258 (60,64%) Срби
- 112.683 (18,26%) Мађари
- 55.094 (8,93%) Румуни
- 21.229 (3,44%) Словаци
- 10.700 (1,73%) Хрвати

### Подаци из 1961. године
Године 1961., становништво српског дела Баната бројало је 655.868 становника, од чега:
- 423.837 (64,62%) Срби
- 111.944 (17,07%) Мађари
- 54.447 (8,3%) Румуни
- 22.306 (3,4%) Словаци
- 8.381 (1,28%) Хрвати

### Подаци из 1971. године
Године 1971., становништво српског дела Баната бројало је 666.559 становника, од чега:
- Срби = 434.810 (65,23%)
- Мађари = 103.090 (15,47%)
- Румуни = 49.455 (7,42%)
- Словаци = 22.173 (3,33%)
- Македонци = 12.683 (1,90%)
- Југословени = 10.795 (1,62%)
- Хрвати = 7.896 (1,18%)
- Црногорци = 3.882 (0,58%)
- Словенци = 1.521 (0,23%)

Према другом извору, било је 1971. године 665.759 становника, од чега:
- Срби = 434.815 (65,23%)
- Мађари = 103.093 (15,47%)
- Румуни = 49.455 (7,42%)
- Словаци = 22.139 (3,32%)
- Југословени = 10.795 (1,62%)
- Хрвати = 7.896 (1,18%)

### Подаци из 1981. године
Године 1981., становништво српског дела Баната бројало је 672.884 становника, од чега:
- 424.765 (65,66%) Срби
- 90.445 (14,0%) Мађари
- 43.474 (6,74%) Румуни
- 42.584 (6,6%) Југословени
- 21.392 (3,31%) Словаци

### Подаци из 1991. године
Године 1991., становништво српског дела Баната бројало је 648.390 становника, од чега:
- 423.475 (65,31%) Срби
- 76.153 (11,74%) Мађари
- 42.382 (6,55%) Југословени
- 35.935 (5,54%) Румуни
- 19.903 (3,07%) Словаци

### Подаци из 2002. године
Према попису из 2002. године, становништво српског дела Баната (изузев његовог дела који припада Београду) бројало је 616.202 становника, од чега:
- Срби = 435.577 (70,69%)
- Мађари = 62.890 (10,21%)
- Румуни = 26.932 (4,37%)
- Словаци = 17.969 (2.92%)
- Роми = 14.506 (2,35%)
- Југословени = 11.551 (1,88%)
- Македонци = 8.442 (1,37%)
- Хрвати = 3.562 (0,58%)
- Црногорци = 2.627 (0,43%)
- Чеси = 1.239 (0,20%)